# (445) Эдна
(445) Эдна  (445 Edna по каталогу ЦМП) — не очень крупный астероид главного пояса.

## Открытие и название
Эдна была открыта 2 октября 1899 года американским астрономом Эдвином Коддингтоном. При регистрации открытия объекту было присвоено обозначение 1899 EX. Позже были обнаружены объекты 1978 PJ5, A918 CB, которые впоследствии были идентифицированы как Эдна.
Астероид был назван в честь жены Юлиуса Стоуна спонсировавшего научную работу в университете штата Огайо. Название утверждено в 1900 году.

## Орбитальные характеристики
Эдна обращается во внешней части Главного пояса астероидов на среднем расстоянии в 3,199 а. е. (478,5 млн км) от Солнца. Её орбита обладает умеренным эксцентриситетом, равным 0,1919 и значительным наклонением в 21,375°. Таким образом, максимальное расстояние от Эдны до Солнца составляет 3,813 а. е. (570,4 млн км), минимальное — 2,585 а. е. (386,7 млн км).
Период обращения Эдны вокруг Солнца составляет 5,72 года (2090 суток). Её ближайшее прохождение перигелия состоится 16 июля 2013 года.
Абсолютная звёздная величина Эдны составляет 9,29m. Её видимый блеск в течение синодического периода меняется в пределах 13,0-15,9m.

## Физические характеристики
Согласно данным, полученным в 1983 году с помощью космической обсерватории IRAS средний диаметр Эдны равен 87,17±2,1 км, а альбедо — 0,0447±0,002. Исследование астероида в 2010 году посредством космического телескопа WISE, дало значение для её диаметра 105,500±1,514 км, а для альбедо — 0,0305±0,0071.
По классификациям Толена Эдна принадлежит к спектральному классу C.
Период вращения Эдны вокруг собственной оси, был измерен в 2001 году в обсерватории Роач-Мотел, и равен 19,97±0,01 ч (19 ч 58 мин).